# Randy Wittman

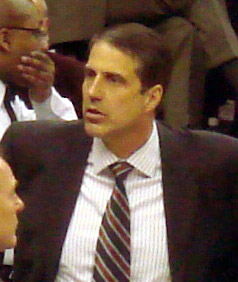
Randy Wittman

Randy Scott Wittman (Indianapolis, 28 de outubro de 1959) é um ex-jogador de basquete norte-americano e atual treinador. Atualmente é assistente técnico do Washington Wizards.

## Carreira

### Como jogador
- Atlanta Hawks (1983-1988)
- Sacramento Kings (1988-1989)
- Indiana Pacers (1989-1992)

### Como treinador
| Equipo | Ano     | Temporada regular | Temporada regular | Temporada regular | Temporada regular      | Playoffs         |
| Equipo | Ano     | J                 | V                 | D                 | Final                  | Resultado        |
| ------ | ------- | ----------------- | ----------------- | ----------------- | ---------------------- | ---------------- |
| CLE    | 1999-00 | 82                | 32                | 50                | 6º na Divisão Central  | Não classificado |
| CLE    | 2000-01 | 82                | 30                | 52                | 6º na Divisão Central  | Não classificado |
| MIN    | 2006-07 | 42                | 12                | 30                | 4º na Divisão Noroeste | Não classificado |